# Katedra św. Kolumby w Oban
Katedra św. Kolumby w Oban (ang. St Columba's Cathedral) – katedra rzymskokatolicka w Oban. Główna świątynia diecezji Argyll and the Isles. Mieści się przy Corran Brae.
Budowa świątyni rozpoczęła się w 1932, zakończyła się w 1959, konsekrowana w 1959. Zaprojektowana przez architekta Gilesa Gilberta Scotta. Reprezentuje styl neogotycki. Posiada wieżę.